# مات هوبر
مات هوبر (بالإنجليزية: Matt Hopper)‏ هو لاعب اتحاد الرغبي بريطاني، ولد في 29 يناير 1985 في إكزتر في المملكة المتحدة.

## وصلات خارجية
- مات هوبر على موقع دوري الرغبي الممتاز (الإنجليزية)
- مات هوبر عل موقع إسبنسكروم (الإنجليزية)
- مات هوبر على موقع ItsRugby.co.uk (الإنجليزية)